# Luis Paret y Alcázar
Luis Paret y Alcázar (* 11. Februar 1746 in Madrid; † 1799 ebenda) war ein spanischer Maler des Rokoko.

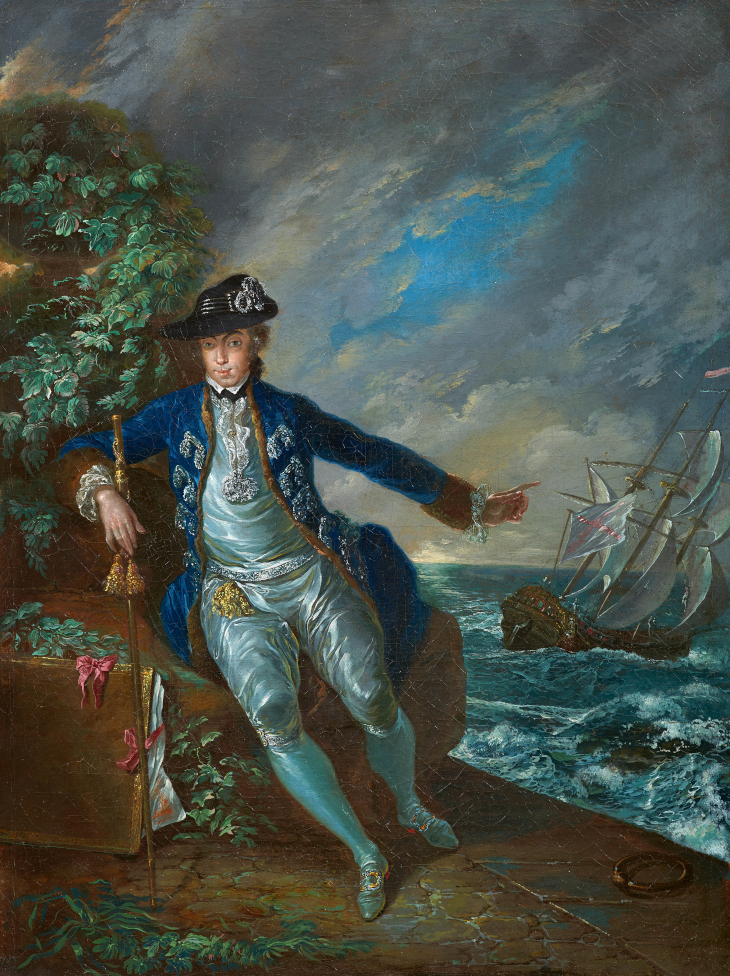
Selbstporträt um 1779

## Leben
Er war der Sohn einer spanischen Mutter und eines Franzosen katalanischer Herkunft. Paret y Alcazar ging zunächst bei dem französischen Juwelier Augustin Duflos in die Lehre und dann bei dem Mönch Bartolomé de San Antonio (1708–1782). Er studierte vier Jahre an der Real Academia de Bellas Artes de San Fernando in Madrid bei Antonio González Velazquez und gewann dort 1760 einen zweiten und 1766 einen ersten Preis. Außerdem lernte er bei dem französischen Maler Charles de la Traverse, der ein Schüler von François Boucher war und den französischen Botschafter Marquis de Ossun nach Spanien begleitet hatte. 1763 bis 1766 war er in Rom mit Unterstützung des Bruders des Königs Karl III., des Infanten Luis Antonio de Borbon (1727–1785), um seine Ausbildung zu vervollständigen. Möglicherweise reiste er auch nach Frankreich. 1775 bis 1778 war er drei Jahre nach Puerto Rico verbannt (wahrscheinlich wegen der Verwicklungen in die Liebschaften seines Gönners, des Infanten Don Luis de Borbon), wo José Campeche (1751–1809) sein Schüler war. Danach lebte er, da immer noch aus Madrid verbannt, zehn Jahre in Bilbao. Dort malte er auch viele Gemälde religiösen Inhalts. 1788 kehrte er an den Hof zurück.
1780 wurde er in die Academia de Bellas Artes de San Fernando aufgenommen (aufgrund eines Gemäldes über Diogenes). Der König ernannte ihn zum Sekretär des Komitees für Baukunst.
Er ist vor allem als Chronist der Geschehnisse am spanischen Hof bekannt, als Maler von Empfängen und Festlichkeiten, meist im Auftrag des Königs. Er malte neben höfischen Szenen auch Hafenansichten (auch in königlichem Auftrag 1786), Landschaften, Genreszenen und Blumenstillleben. Außerdem illustrierte er die Werke von Miguel de Cervantes und Francisco de Quevedo. Paret y Alcazar selbst besaß eine ungewöhnliche literarische Bildung. Er malt auch verschiedene Porträts, darunter von Maria Luisa von Parma und Karl IV. als Prinz von Asturien.
In seinen letzten Jahren malt er die Kapelle San Juan del Ramo in der Kirche Santa Maria in Viana (Navarra) aus.

## Galerie

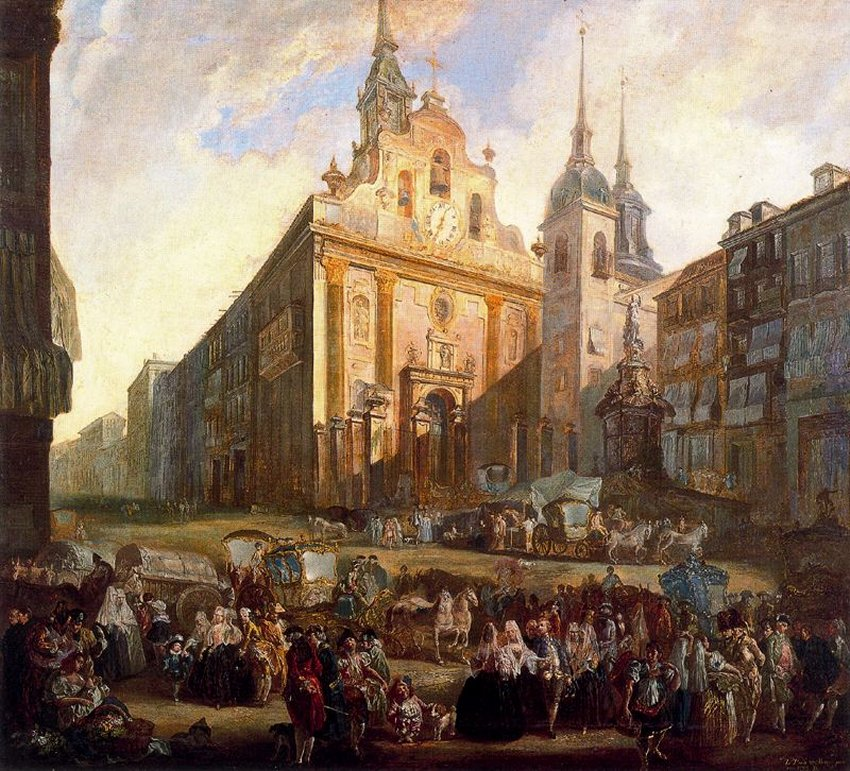
La Puerta del Sol Madrid, 1773
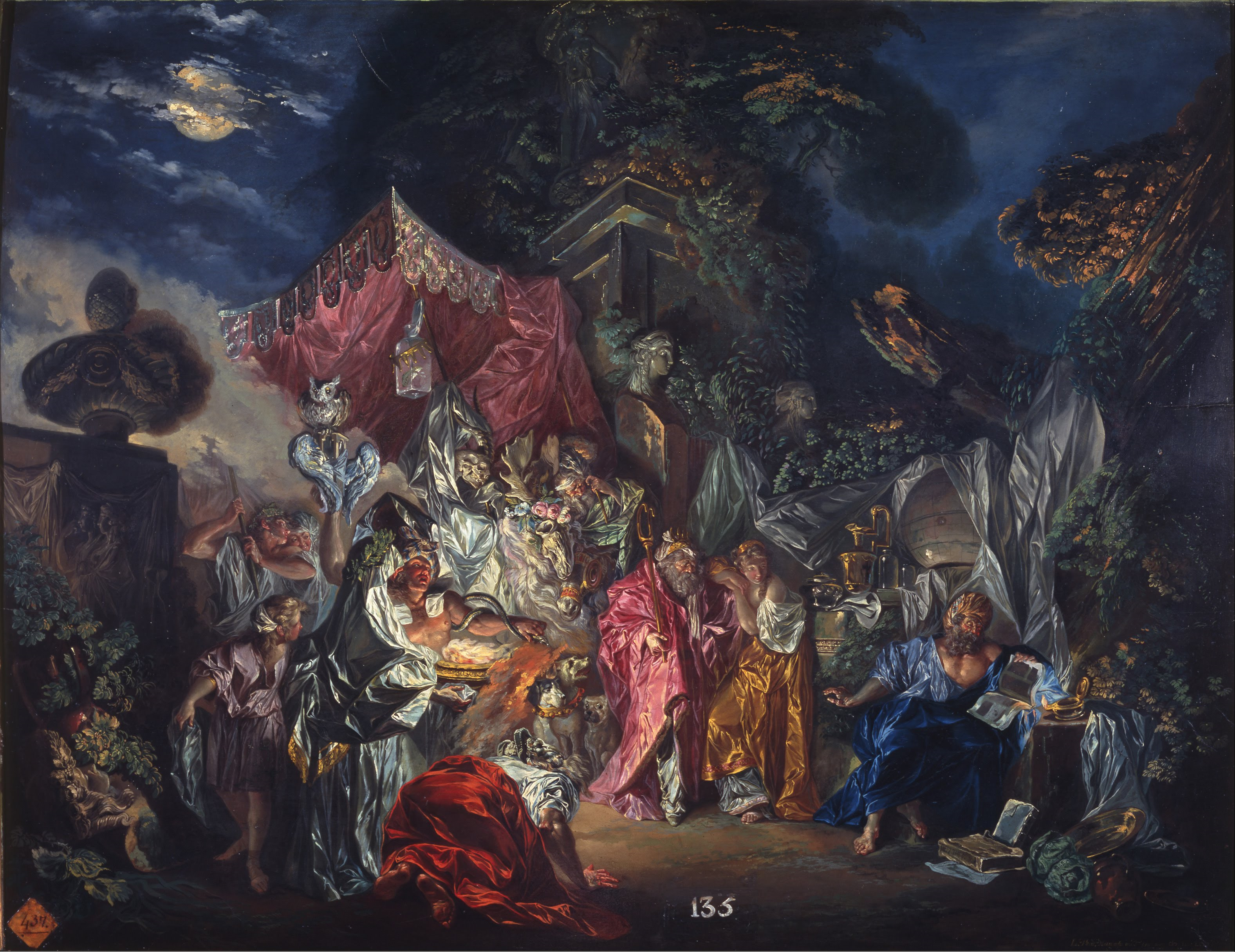
Die Umsicht des Diogenes, 1780
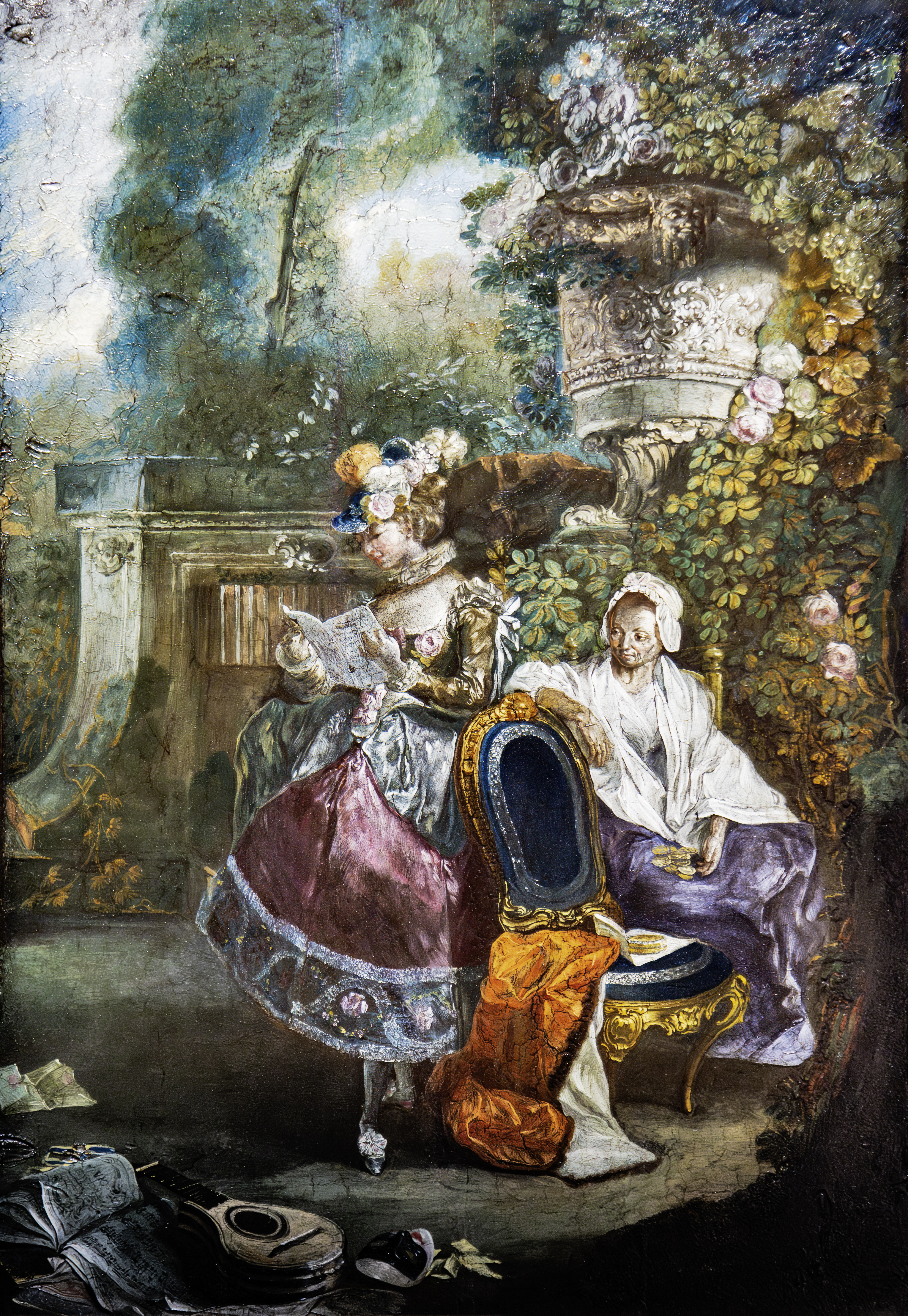
La Carta, um 1772
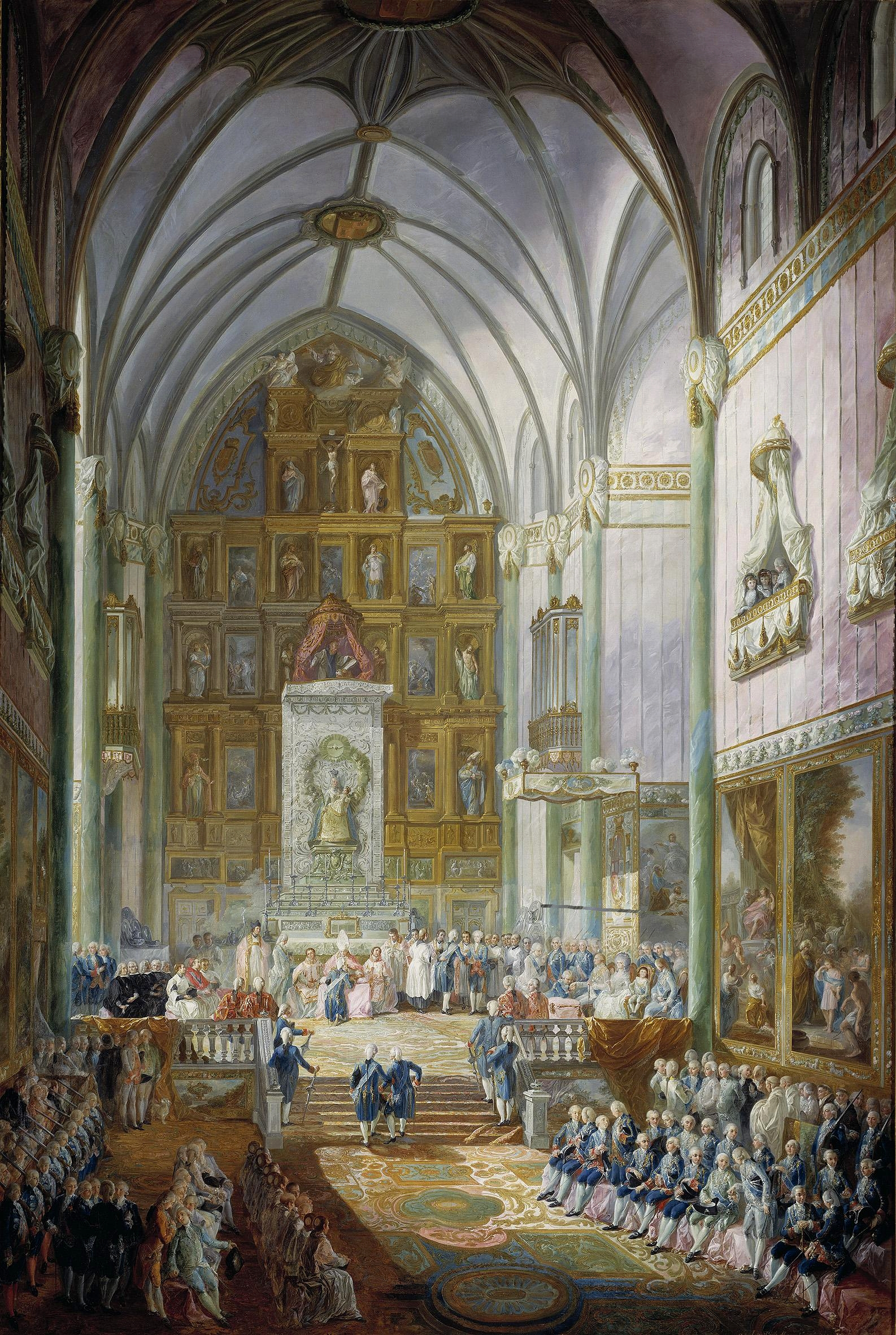
Vereidigung von Ferdinand VII. als Fürst von Asturien, 1791, Prado
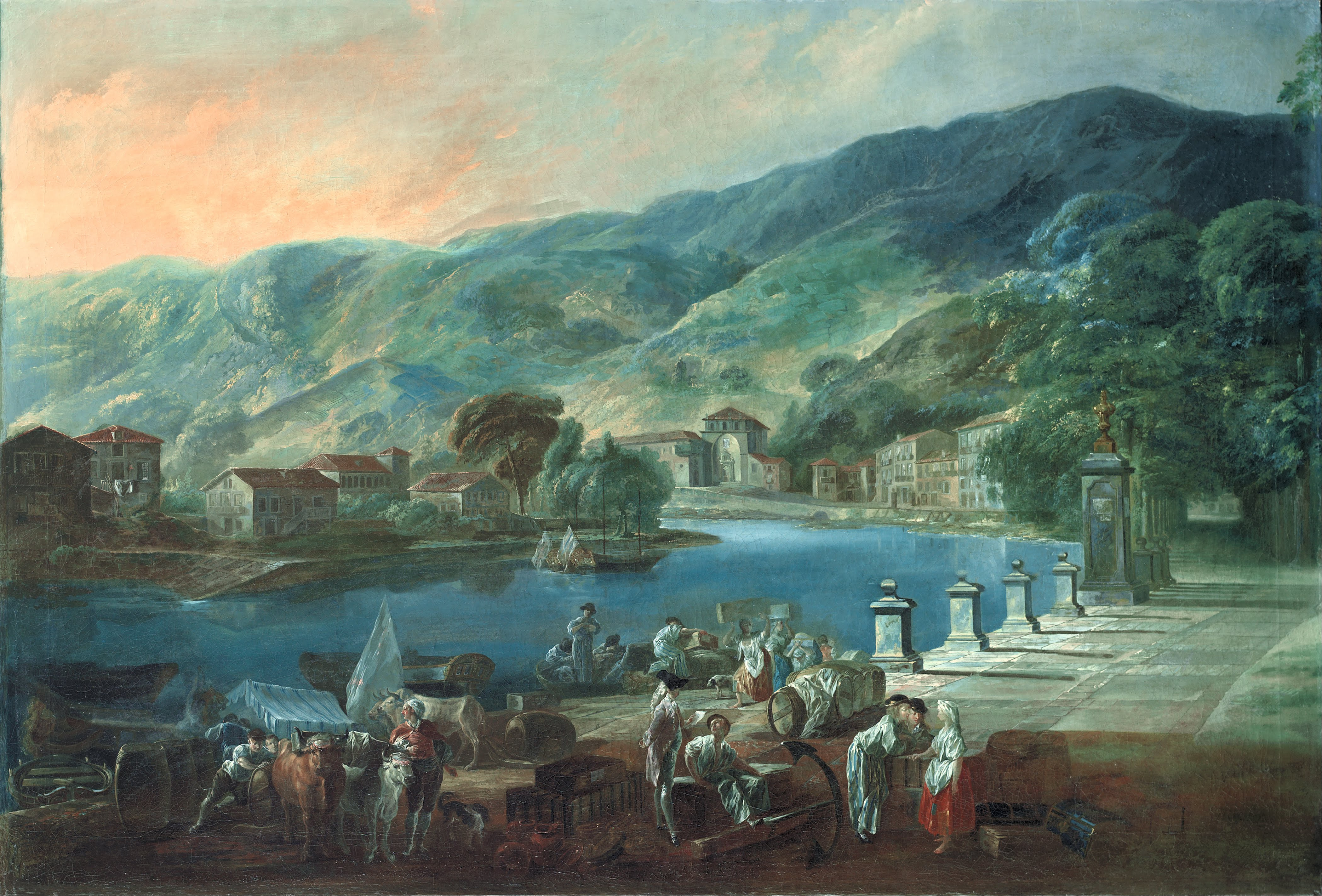
Blick auf El Arenal in Bilbao, 1783/84
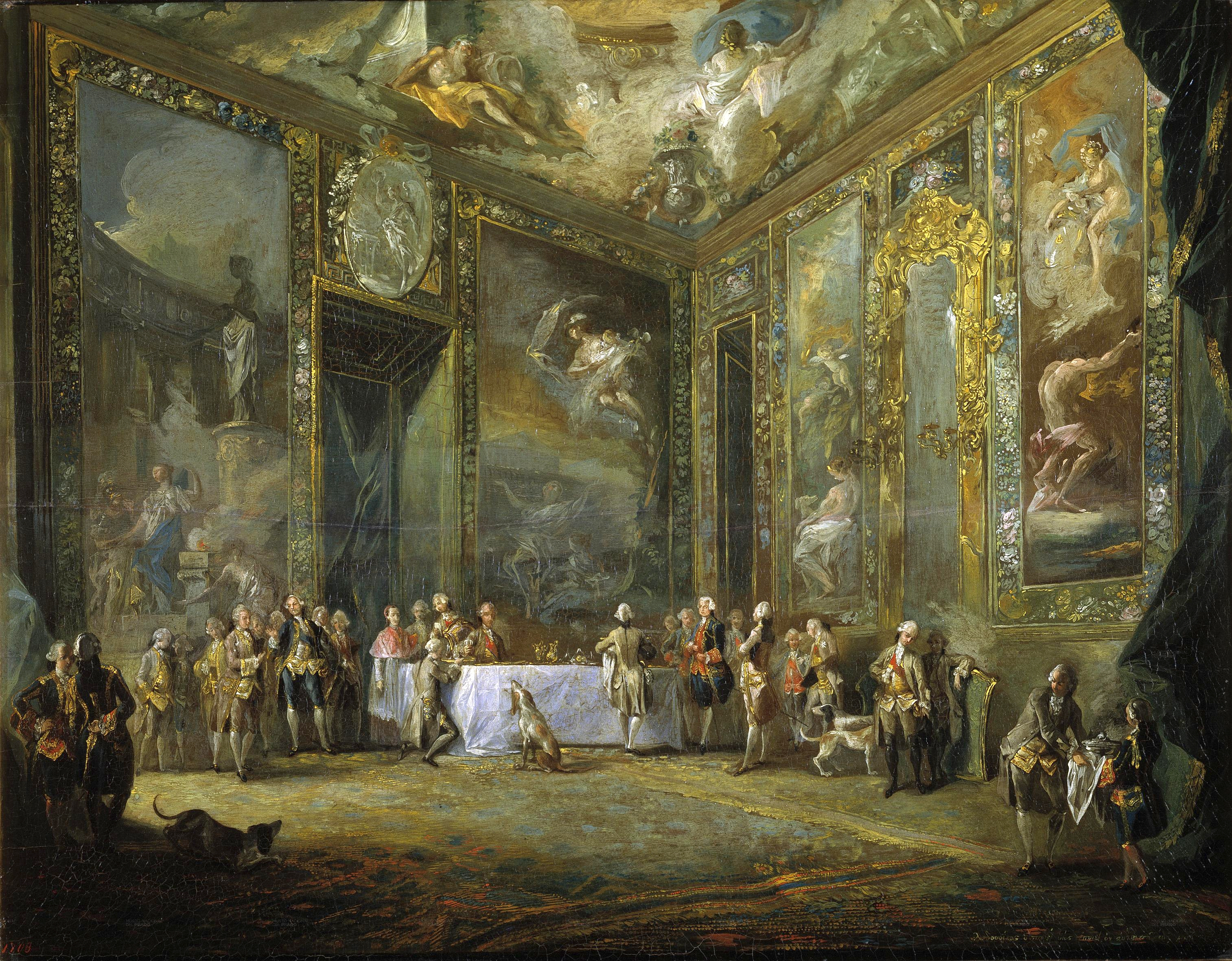
Karl III. speist vor dem Hofstaat, um 1775
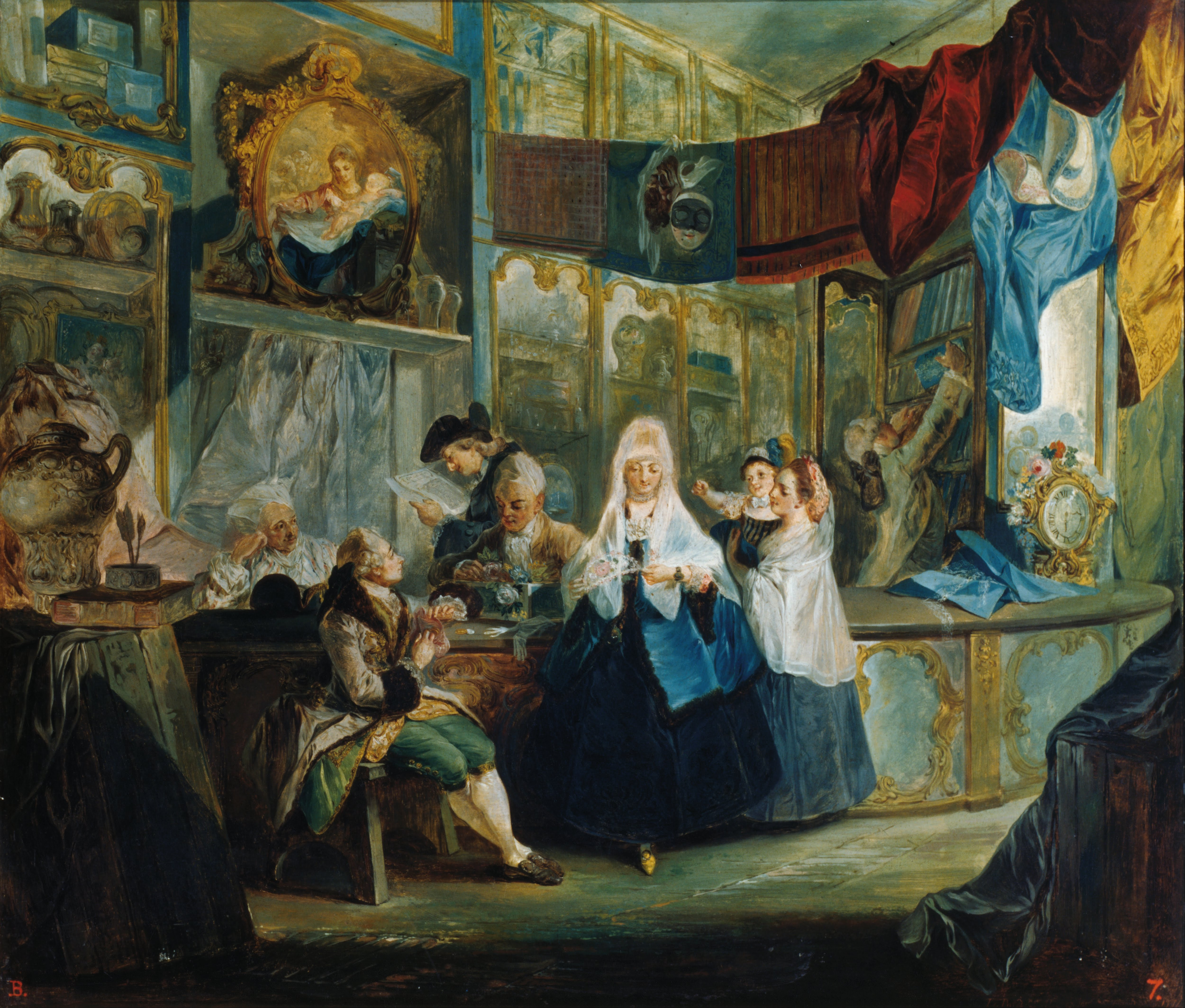
Der Laden, 1772
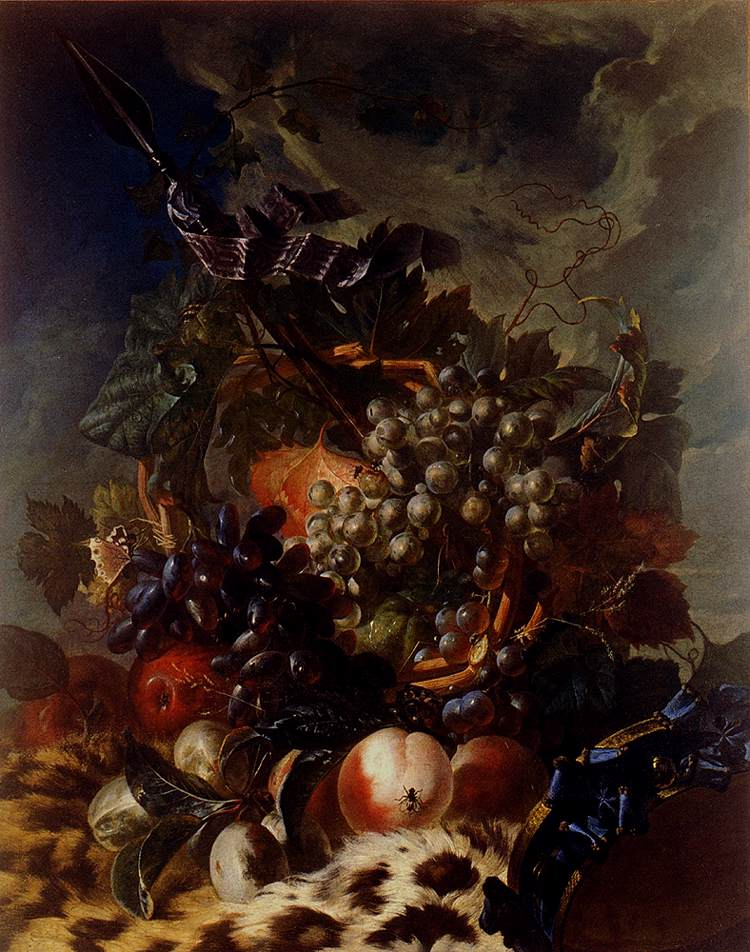
Stillleben mit Früchten